# Абдуллаев, Руслан Абдуллаевич
Русла́н Абдулла́евич Абдулла́ев (7 марта 1944, Баку — 30 января 2002, Баку) — советский футболист, советский и азербайджанский тренер. Играл на позиции нападающего. Мастер спорта СССР (1966). Заслуженный тренер Азербайджанской ССР (1990).
Считается одним из лучших тренеров в истории азербайджанского футбола советского периода.

## Карьера
Руслан Абдуллаев начал свою карьеру в возрасте 19 лет в бакинском клубе «Нефтяник», где провёл за 3 сезона 13 игр. Затем играл за «Динамо» Кировабад во второй лиге и потом вновь за «Нефтяник». Потом провёл сезон в «Динамо», а завершил карьеру в «Нефтчи» в 1972 году.
В 1974 году стал тренером «Нефтчи», но проработал там лишь один сезон. С 1978 по 1979 год работал помощником главного тренера «Нефтчи» Геннадия Бондаренко. После его ухода, Абдуллаев также покинул команду.
В 1982 году Абдуллаев впервые самостоятельно возглавил команду: он год проработал главным тренером «Араза». Затем до распада СССР работал в «Нефтчи», из них 5 лет — главным тренером.
В конце 80-х работал в Алжире.
В 90-е тренировал клубы «Туран» (Товуз), «Фарид» (Баку), «Динамо» (Баку).
В сезоне 1994/95 работал в словацком клубе 3-й лиги «Пьештяни», который тогда возглавлял азербайджанский бизнесмен Марат Манафов. При Абдуллаеве клуб вышел во вторую лигу, но уже в августе, перед началом первенства, вместе с Манафовым покинул команду.
В сезоне 1997/98 тренировал «Нефтчи». Клубу предстояло выступление в предварительном этапе Кубка европейских чемпионов, где соперником был польский клуб «Видзев». Несмотря на все старания тренера, показать достойную игру «Нефтчи» не удалось: клуб проиграл оба матча — 0:2 дома и 0:8 в гостях.
В середине сезона перешёл работать в «Кяпаз», приведя команду по итогам сезона к чемпионскому титулу.
В 1999—2000 работал с турецким «Эрзурумспором». Ушёл в отставку после разгрома от «Галатасарая» со счётом 0:7.
30 января 2002 года Руслан Абдуллаев скончался от инсульта не выдержав разлуки с любимой женой, которая умерла сорока днями раньше.
В Азербайджане проходит традиционный турнир памяти Руслана Абдуллаева среди подростков.
Сын — Эльхан Абдуллаев — профессиональный футболист и тренер.